# Amata era
Amata era là một loài bướm đêm thuộc phân họ Arctiinae, họ Erebidae.